# Voľa
Voľa (ungarisch Laborcfalva – bis 1902 Laborcvolya) ist eine Gemeinde in der Ostslowakei.
Die Gemeinde liegt am Laborec, der hier aus dem Bergland in das Ostslowakische Tiefland eintritt. Die Entfernung zur Stadt Strážske beträgt vier Kilometer, die Kreisstadt Michalovce ist zwölf Kilometer entfernt.
Umgeben wird Voľa von den Nachbargemeinden Strážske im Norden, Staré im Osten, Nacina Ves im Süden sowie Pusté Čemerné im Westen.
An der durch Voľa führenden Hauptstraße – die Fernstraße 18 von Prešov nach Michalovce – reihen sich nahezu alle Häuser des Ortes aneinander. Die Bahnlinie Prešov–Vranov nad Topľou–Michalovce verläuft westlich der Gemeinde (Bahnhof Pusté Čemerné). Verwaltungstechnisch gehört neben dem namensgebenden Hauptort auch das südlich liegende Stankovce zur Gemeinde.
Der Ort wurde im Jahr 1357 erstmals schriftlich erwähnt. Die Griechisch-katholische Kirche, in klassizistischem Stil erbaut, stammt aus dem Jahr 1700.

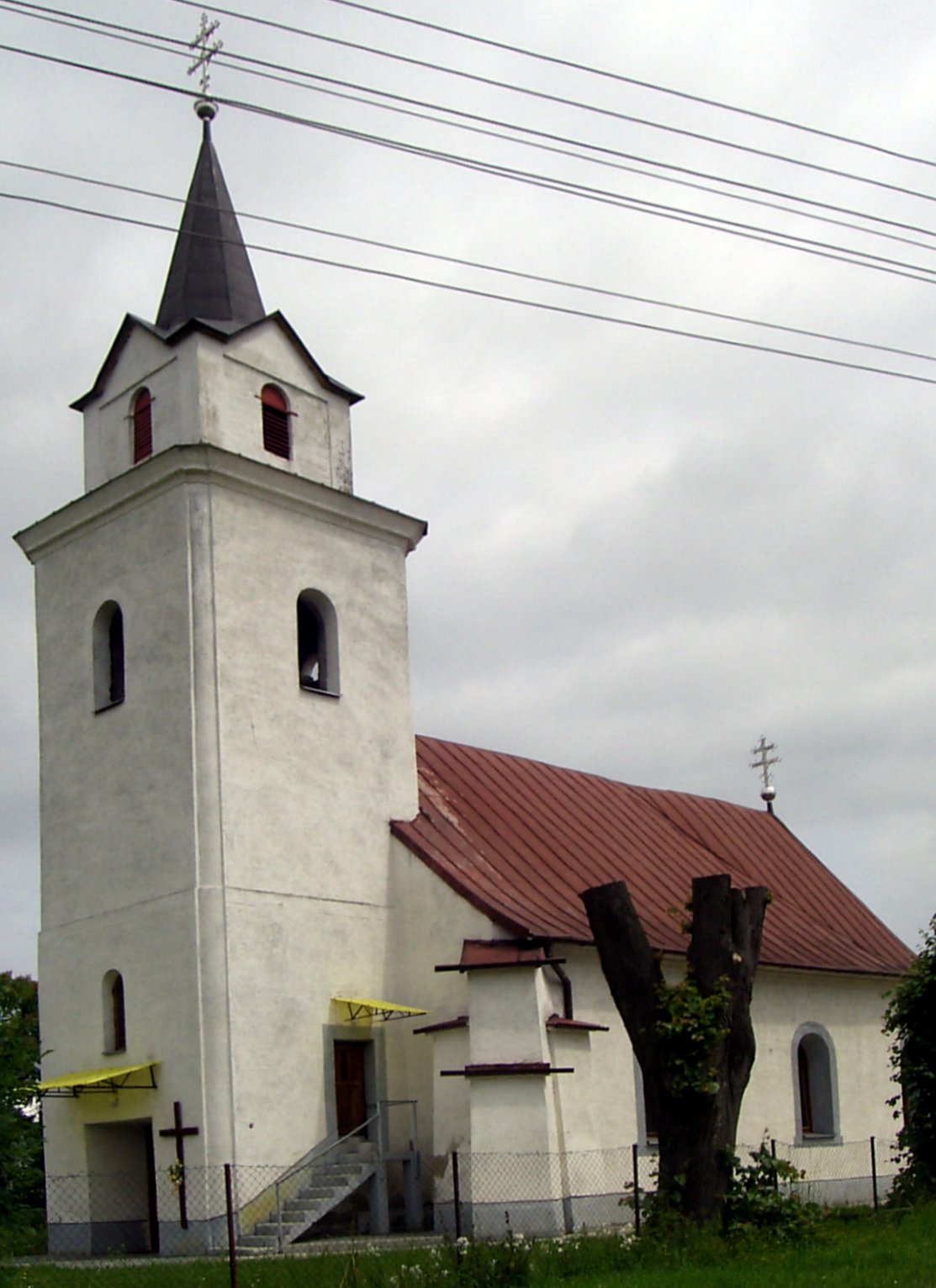
Griechisch-katholische Kirche in Voľa

## Bevölkerung
| Jahr                | 1994 | 2004    | 2014 | 2024    |
| ------------------- | ---- | ------- | ---- | ------- |
| Anzahl der Personen | 258  | 250     | 265  | 271     |
| Unterschied         |      | −3,10 % | +6 % | +2,26 % |

| Jahr                | 2023 | 2024 |
| ------------------- | ---- | ---- |
| Anzahl der Personen | 271  | 271  |
| Unterschied         |      | +0 % |

Die Bevölkerung der Gemeinde Voľa besteht fast ausschließlich aus Slowaken. 60 % der Einwohner bekennen sich zur Griechisch-katholischen Kirche, 38 % der Einwohner gaben als Konfession Römisch-katholisch an.

## Belege
1. ↑  Hustota obyvateľstva - obce [om7014rr_obc=AREAS_SK, v_om7014rr_ukaz=Rozloha (Štvorcový meter)]. Statistical Office of the Slovak Republic, 31. März 2025, abgerufen am 31. März 2025 (slowakisch).
2. ↑  Počet obyvateľov podľa pohlavia - obce (ročne) [om7101rr_obce=AREAS_SK]. Statistical Office of the Slovak Republic, 31. März 2025, abgerufen am 31. März 2025 (slowakisch).
3. 1 2  Počet obyvateľov podľa pohlavia - obce (ročne) [om7101rr_obce=AREAS_SK]. Statistical Office of the Slovak Republic, 31. März 2025, abgerufen am 31. März 2025 (slowakisch).
4. ↑  Statistikportal MOŠ (Seite nicht mehr abrufbar, festgestellt im Mai 2019. Suche in Webarchiven)  Info: Der Link wurde automatisch als defekt markiert. Bitte prüfe den Link gemäß Anleitung und entferne dann diesen Hinweis.